# Ludovico Chigi Albani della Rovere
Služebník Boží Fra Ludovico Chigi Albani della Rovere SMOM (10. července 1866, Ariccia, Itálie – 14. listopadu 1951, Řím) byl italský profesní rytíř Maltézského řádu, který byl v letech 1931–1951 76. velmistrem Řádu. Pocházel z italského šlechtického rodu Chigiů.

## Vyznamenání
- velkokříž Řádu Leopoldova (Belgie)
- velkokříž Řádu Bílého lva I. třídy (Československo, 21. září 1938)[1]
- velkokříž Řádu čestné legie (Francie)
- rytíř Řádu zvěstování (Italské království, 1946)
- rytíř velkokříže Řádu svatých Mořice a Lazara (Italské království, 1946)
- rytíř velkokříže Řádu italské koruny (Italské království, 1946)
- Civilní savojský řád
- rytíř Řádu bílé orlice (Polsko, 1931)[2]
- velkokříž Řádu svatého Jakuba od meče (Portugalsko, 9. listopadu 1951)[3]
- Nejvyšší řád Kristův (Vatikán, 8. června 1933)